# Rotha Lintorn-Orman
Rotha Beryl Lintorn Lintorn-Orman (Londres, 7 de fevereiro de 1895 – Santa Brígida, 10 de março de 1935) foi a fundadora dos Fascistas Britânicos, o primeiro movimento declaradamente fascista a aparecer na política britânica.

## Biografia
Nascida como Rotha Beryl Lintorn Orman em Kensington, Londres, ela era filha de Charles Edward Orman, major do Regimento de Essex, e de sua esposa, Blanch Lintorn, nascida Simmons. Seu avô materno era o marechal de campo Sir Lintorn Simmons.  A família Orman adotaria o sobrenome de Lintorn-Orman por escritura em 1912. 
Rotha Orman, com sua amiga Nesta Maude, estava entre as poucas garotas que apareceram no Crystal Palace Scout Rally de 1909 querendo ser escoteiras  o que levou à fundação das Girl Guides. Em 1908, eles se registraram como tropa de escoteiros, usando suas iniciais em vez de nomes próprios.  Em 1911, ela foi premiada com um dos primeiros prêmios Silver Fish das Girl Guides. 
Na Primeira Guerra Mundial, Lintorn-Orman serviu como membro da Reserva de Voluntários Femininos e do Corpo Hospitalar de Mulheres Escocesas.  Ela contribuiu para os esforços de socorro no Grande Incêndio de Tessalônica em 1917  mas voltou para casa inválida com malária. Em 1918, ela se tornou chefe da Escola Automóvel da Cruz Vermelha Britânica para treinar motoristas no campo de batalha. 

### Fascismo

Emblema dos fascistas britânicos

Após o serviço de guerra de Lintorn-Orman, ela colocou um anúncio no jornal de direita The Patriot em busca de anticomunistas.  Isto levou à fundação dos British Fascisti (mais tarde Fascistas Britânicos) em 1923 como uma resposta à crescente força do Partido Trabalhista, uma fonte de grande ansiedade para o virulentamente anticomunista Lintorn-Orman.  Ela sentiu que o Partido Trabalhista era muito propenso a defender o conflito de classes e o internacionalismo, dois de seus ódios favoritos. 
Financiado por sua mãe Blanch, o partido de Lintorn-Orman, no entanto, enfrentou dificuldades devido à sua preferência por permanecer dentro da lei e aos seus laços contínuos com as periferias do Partido Conservador.  Lintorn-Orman era essencialmente uma conservadora por inclinação, mas era movida por um forte anticomunismo e apegou-se ao fascismo em grande parte por causa de sua admiração por Benito Mussolini e pelo que ela via como seu estilo de política baseado na ação.  O partido foi sujeito a uma série de cismas, como quando os moderados liderados pelo R. B. D. Blakeney desertaram para a Organização para a Manutenção de Suprimentos durante a Greve Geral de 1926 ou quando os membros mais radicais renunciaram para formar o National Fascisti e, por fim, perderam membros. à Liga Imperial Fascista e à União Britânica de Fascistas quando estes grupos surgiram. Lintorn-Orman não queria nada com a BUF, pois considerava o seu líder, Oswald Mosley, um quase comunista  e ficou particularmente chocada com a sua antiga filiação no Partido Trabalhista.  Os sentimentos foram correspondidos, e Nicholas Mosley (cujo pai, Oswald Mosley, fundou a União Britânica de Fascistas em 1932) alegaria que ela teve a ideia de salvar a Grã-Bretanha do comunismo um dia, enquanto arrancava ervas daninhas de sua horta.  No entanto, o BF perdeu grande parte de seus membros para o partido de Mosley depois que Neil Francis Hawkins saiu em favor do BUF em 1932, depois que uma fusão formal foi rejeitada por pouco.  

### Últimos anos

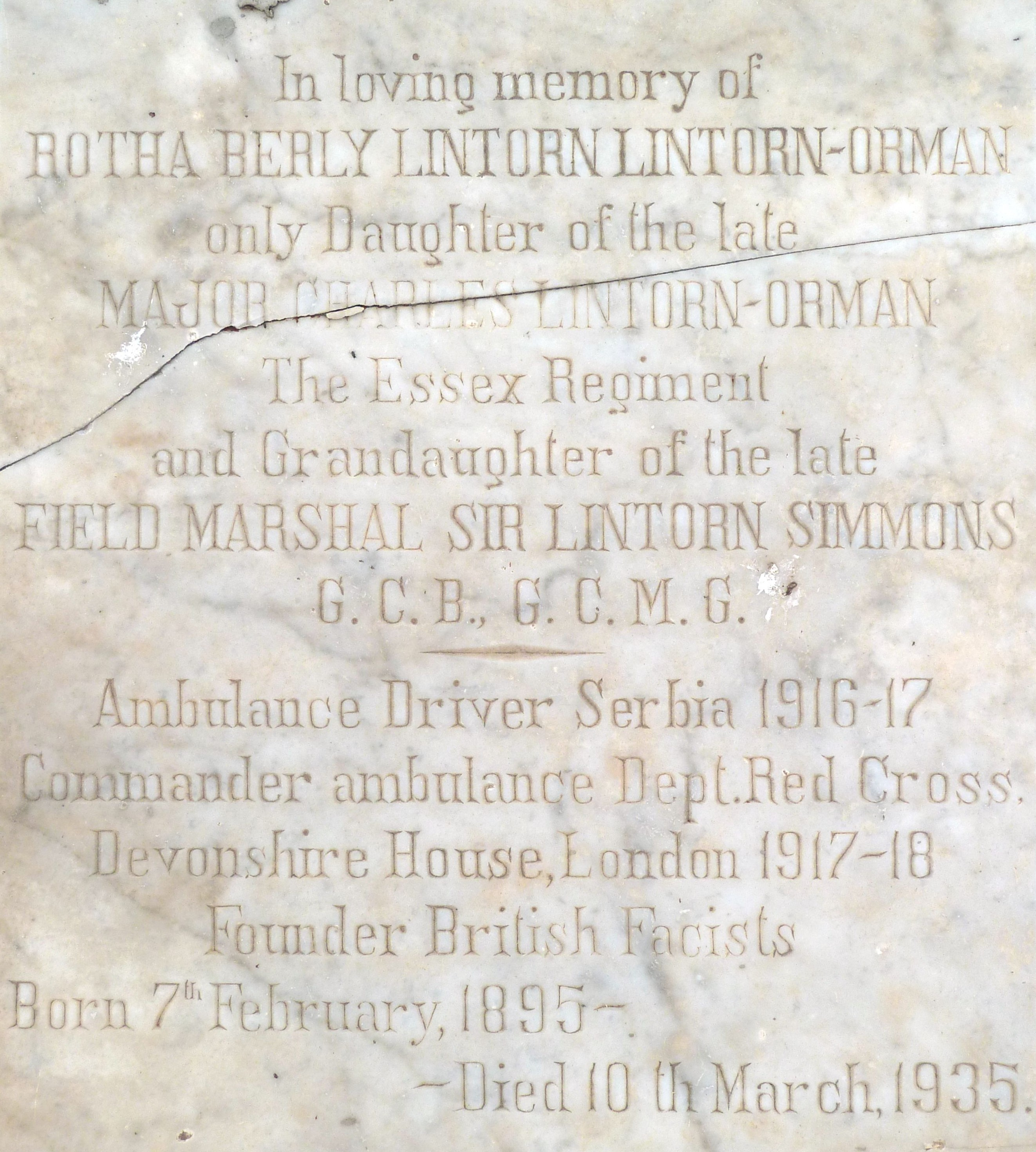
Lápide no Cemitério Inglês, Las Palmas de Gran Canaria

Lintorn-Orman era dependente de álcool e drogas,  e rumores sobre sua orientação sexual começaram a prejudicar sua reputação. Eventualmente, sua mãe parou de financiá-la depois de ouvir histórias sinistras sobre bebidas, drogas e orgias.  Lintorn-Orman adoeceu em 1933 e foi afastado dos fascistas britânicos, quando o controle efetivo passou para a Sra. D.G. Harnett, que procurou dar nova vida ao grupo, procurando aliá-lo ao lealismo do Ulster. 
Lintorn-Orman morreu de uma doença relacionada ao álcool aos 40 anos, em 10 de março de 1935, em Santa Brígida, Las Palmas, nas Ilhas Canárias. A essa altura, sua organização estava praticamente extinta. Foi sepultada no Cemitério Inglês de Las Palmas.